# Speaking with the Angel
Speaking with the Angel ist eine Kurzgeschichtensammlung, die von Nick Hornby herausgegeben wurde. In ihr vereint er zwölf Texte verschiedenen Inhalts, verfasst von bekannten englischsprachigen Autoren wie Irvine Welsh, Helen Fielding, dem Schauspieler Colin Firth und auch von Hornby selbst.
Die deutsche Erstausgabe erschien 2001 bei Kiepenheuer & Witsch, die Taschenbuch-Ausgabe erschien 2003 bei Knaur. Ins Deutsche übersetzt wurden die Geschichten unter anderem von Clara Drechsler und Harald Hellmann.

## Inhalt
1. Der Premierminister hat das Wort von Robert Harris
2. Wunder-Bar von Melissa Bank
3. Letzte Wünsche von Giles Smith
4. Peter Shelley von Patrick Marber
5. Das Amt des Nichts von Colin Firth
6. Ich bin der Einzige von Zadie Smith
7. NippleJesus von Nick Hornby
8. Nachdem ich in den Fluss geworfen wurde und bevor ich ertrank von Dave Eggers
9. Luckybitch von Helen Fielding
10. Der Knecht von Roddy Doyle
11. Katholische Gewissensnot (gib's zu, du stehst drauf) von Irvine Welsh
12. Gegen den Wind von John O’Farrell

## Hintergrund
Der Herausgeber Nick Hornby, dessen Sohn Danny Autist ist, ist Gründungsmitglied von TreeHouse, einer englischen Initiative, die sich für eine bessere schulische Betreuung von autistischen Kindern einsetzt. Die Einnahmen von Speaking with the Angel kamen vollständig der Organisation zugute.